# Enquin-lez-Guinegatte
Enquin-lez-Guinegatte is een gemeente in het Franse departement Pas-de-Calais in de regio Hauts-de-France. De plaats maakt deel uit van het arrondissement Sint-Omaars. De gemeente is op 1 januari 2017 ontstaan door de fusie van de gemeenten Enguinegatte en Enquin-les-Mines. Enquin-lez-Guinegatte telde op 1 januari 2022 1.600 inwoners.

## Geografie
De oppervlakte van Enquin-lez-Guinegatte bedroeg op 1 januari 2022 20,02 vierkante kilometer; de bevolkingsdichtheid was toen 79,9 inwoners per km².

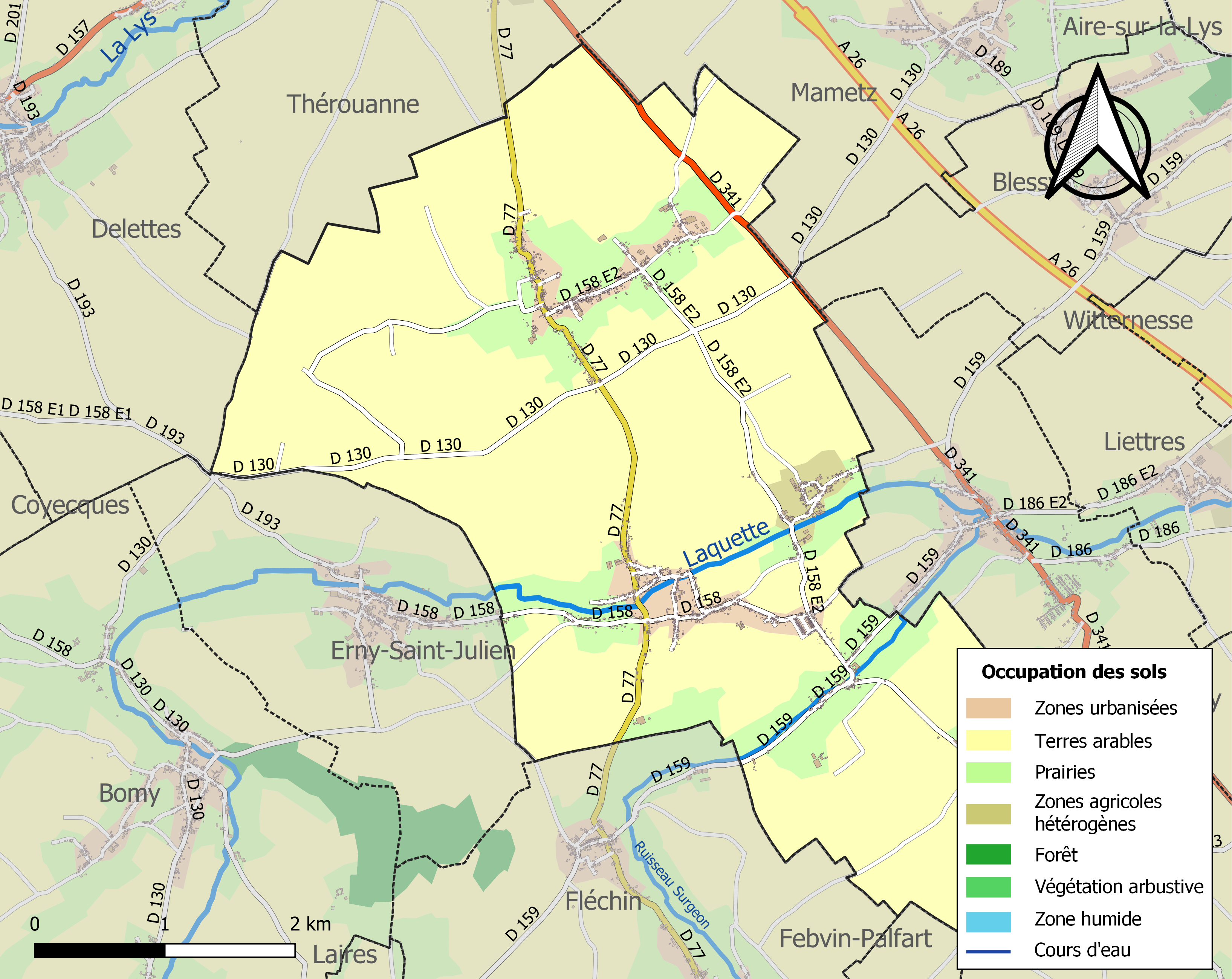
Kaart van de gemeente met belangrijkste infrastructuur, bodemgebruik en omliggende gemeenten

Enguinegatte‎ · Enquin-les-Mines · Fléchinelle · Serny